# Újpesti TE (hokej na lodzie)
Újpest – węgierski klub hokejowy z siedzibą w Budapeszcie.

## Sukcesy
- Złoty medal mistrzostw Węgier (13 razy): 1958, 1960, 1965, 1966, 1968, 1969, 1970, 1982, 1983, 1985, 1986, 1987, 1988
- Srebrny medal mistrzostw Węgier (18 razy): 1962, 1963, 1971, 1972, 1973, 1974, 1975, 1976, 1977, 1978, 1979, 1980, 1981, 1984, 1989, 1992, 2006, 2009, 2019, 2020
- Brązowy medal mistrzostw Węgier (9 razy): 1957, 1961, 1964, 1967, 1990, 1991, 1993, 1998, 2005
- Puchar Węgier (13 razy): 1965, 1966, 1970, 1971, 1972, 1985, 1986, 1988, 1990

## Zawodnicy
Hokeistami klubu był m.in. radziecki napastnik Aleksandr Malcew (w wieku 40 lat w 1989 roku wznowił karierę sportową i rozegrał sezon w barwach Újpesti), Siergiej Swietłow, Richard Šafárik, Branislav Fábry, Jozef Mihálik, Jussi Tapio.